# فولكلور إسكندنافي

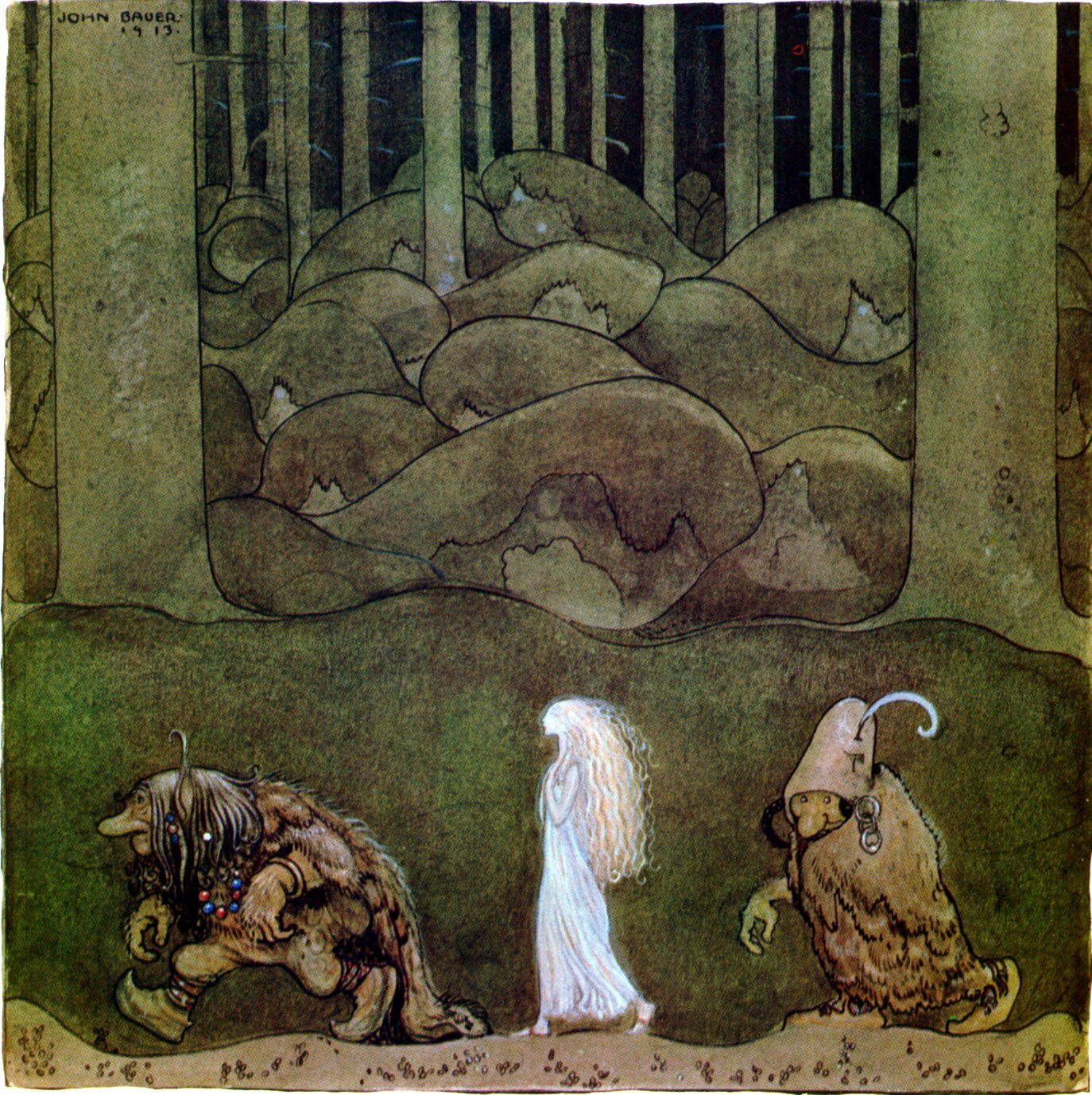
العنوان: في إحدى أمسيات الصيف ذهبوا مع بيانكا ماريا إلى أعماق الغابة. للفنان: جون باور 1913.

الفولكلور الاسكندنافي أو الفولكلور الشمالي (بالإنجليزية: Scandinavian folklore or Nordic folklore) هو فولكلور كُلٍّ من النرويج والسويد والدنمارك وأيسلندا وجزر فارو. إنَّ جميع فولكلور هذه الدول له أصل مشترك، وأيضًا، تأثر بفولكلور إنجلترا وألمانيا ودول البلطيق وفنلندا ولابي. الفولكلور هو مفهوم يشمل مجموع الفنون القديمة والقصص والحكايات والأساطير المنحصرة ضمن عادات وتقاليد مجموعة سكانية معينة في بلد ما. إن شعوب الدول الاسكندنافية مُتباينة، بالإضافة إلى تغاير الآداب الشفهية والثقافة المادية التي كانت شائعة على أراضيها. ومع ذلك، هناك بعض السمات المشتركة حاضرة من خلال التقاليد الفولكلورية الاسكندنافية، متمثلة في أرضية مشتركة بين عناصر من الميثولوجيا الإسكندنافية وكذلك التصورات المسيحية للعالم.
من بين العديد من الحكايات الشائعة في التقاليد الشفهية الاسكندنافية، أصبح بعضها معروفًا خارج الحدود الاسكندنافية - ومن الأمثلة على ذلك حكايتا الجداء الثلاث النهمة والعملاق الذي لم يكن له قلب في جسده.

## المخلوقات
أصبح عدد كبير من المخلوقات الأسطورية المختلفة من الفولكلور الاسكندنافي معروفًا في أجزاء أخرى من العالم، وخاصة من خلال الثقافة الشعبية وأنواع الأدب الخيالي. بعض هؤلاء هم:

### الترول

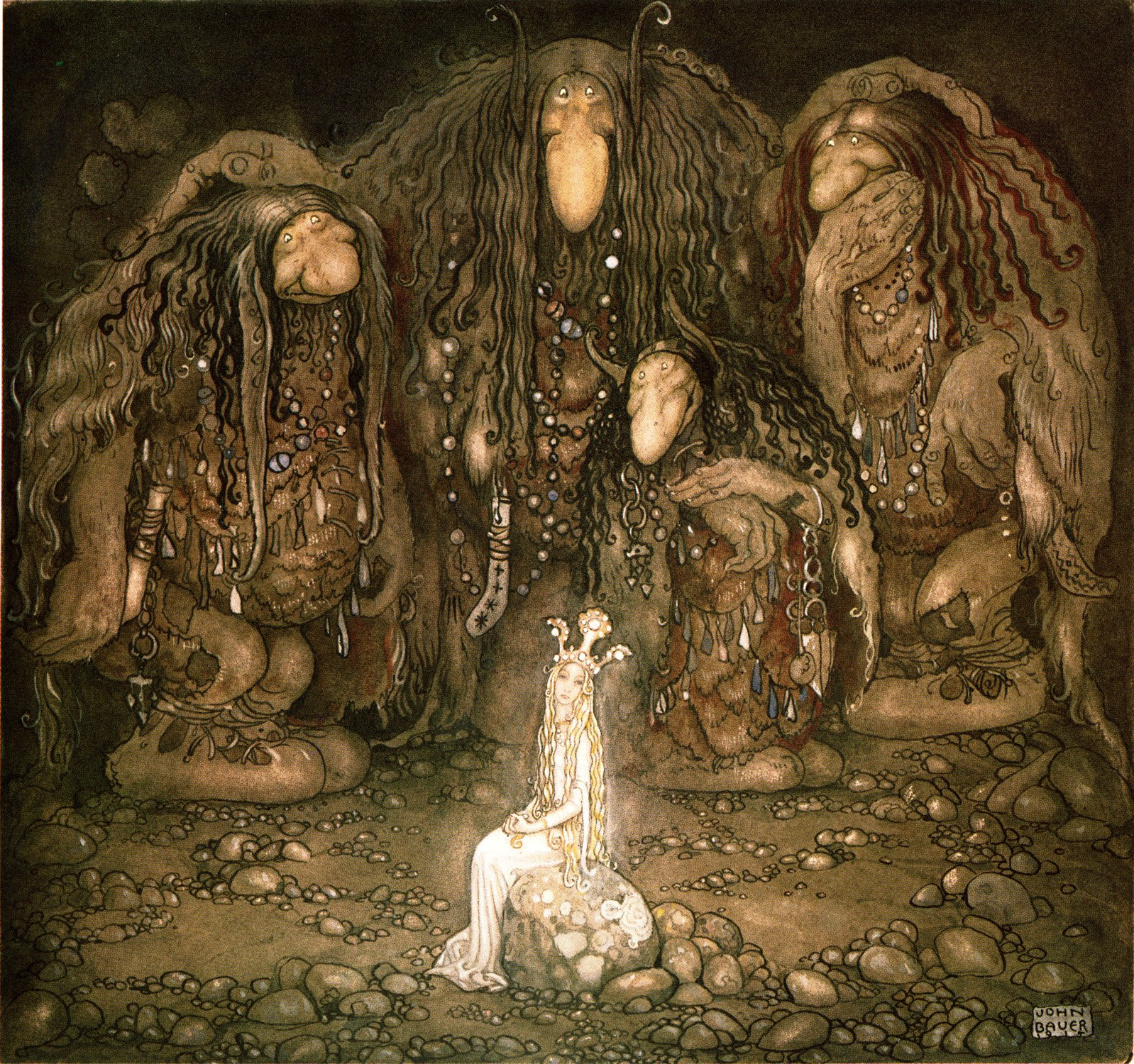
لوحة "الجبابرة والأميرة المخطوفة" بريشة الرسّام السويدي جون باور، 1915.

الترول هم فئة من الكائنات وصفت في المصادر النوردية القديمة بأنها تسكن في الصخور المعزولة والجبال والكهوف، وهي تعيش معا في وحدات عائلية صغيرة، ونادرا ما تساعد البشر أو تكون مفيدة لهم. وفي الفولكلور الاسكندنافي اللاحق، أصبح لكائنات الترول وجودها الواضح في الحكايات، حيث يعيشون بعيدا عن مساكن البشر، وهي ليست مسيحية، وتعتبر خطرا على البشر. يختلف مظهرها اختلافا كبيرا بالاعتماد على المصدر؛ قد يكون الترول قبيحين وبطيئي الفهم، أو قد تبدو أشكالهم وتصرفاتهم مثل البشر تماما دون وجود خاصية غريبة فيهم. ويرتبط الترول أحيانا بمعالم وتضاريس معينة، وفي بعض الأحيان يمكن تفسيرها بأنها تشكلت من ترول تعرض لأشعة الشمس. صورت هذه الكائنات في الثقافة الشعبية الحديثة في مجموعة كبيرة ومتنوعة من البرامج الإعلامية.

### هولدرا
الهولدرا أو هيلدا أو سكوسرا أو سكوجفرو (زوجة الغابة / امرأة) هي الفاتنة الخطيرة التي تعيش في الغابة. يقال إن هولدرا تغري الرجال بسحرها. ولديها ذيل بقرة طويل ربطته تحت تنورتها لإخفائه عن الرجال. وإذا تمكنت من الزواج في الكنيسة، يسقط ذيلها وتصبح بشرية.

### نتمارا - كابوس

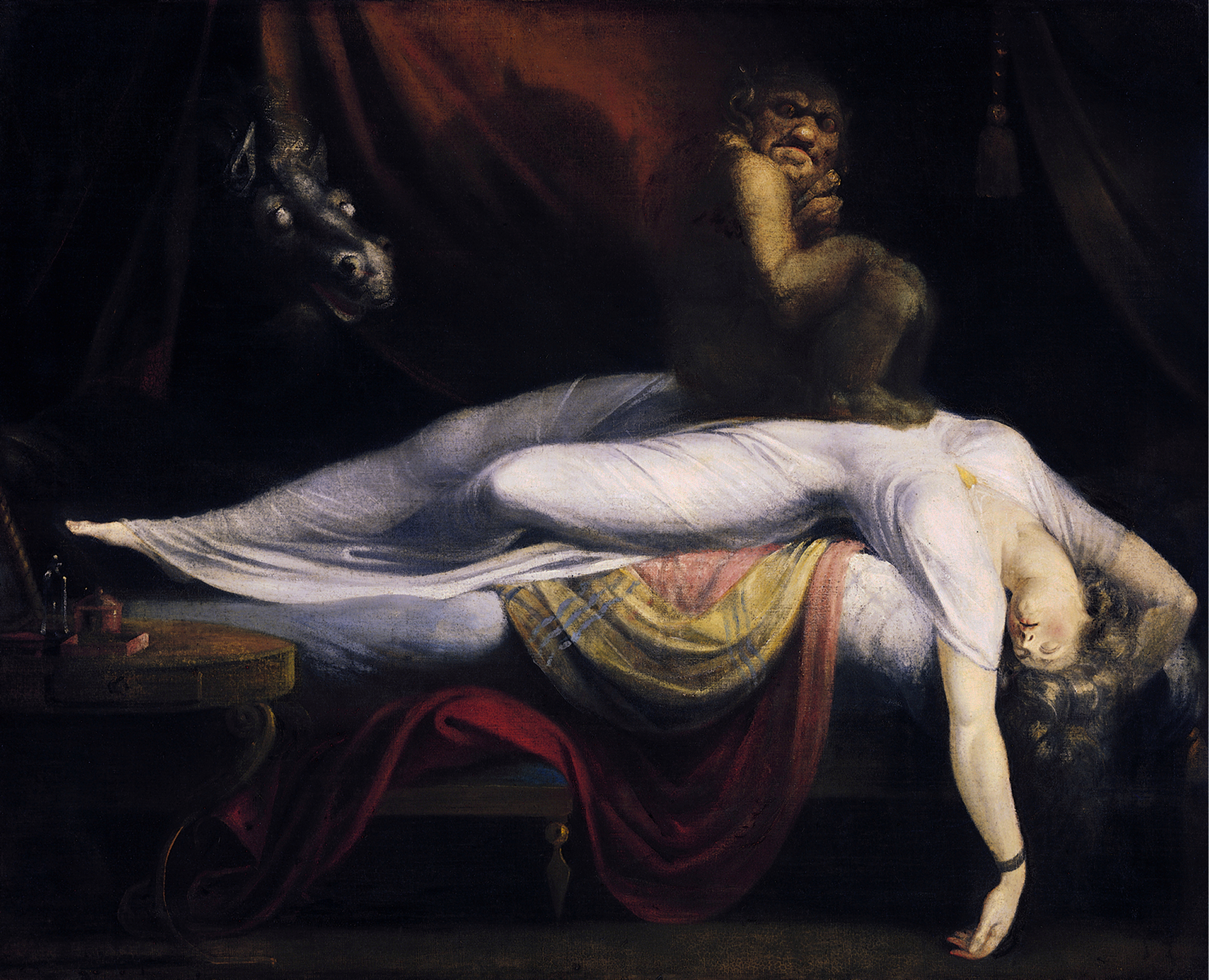
الكابوس لهنري فوسيلي، 1781

في الدول الاسكندنافية، كان هناك سباق شهير يعرف باسم نتمارا. تظهر مارا (أو الكابوس، كما هي الكلمة الإنجليزية لها) في صورة امرأة شابة نحيفة، ترتدي ثوب نوم، بشرتها شاحبة وشعرها أسود طويل مع أظافر طويلة أيضًا. إنها تنساب كالرمال من خلال أدنى صدع في خشب الجدار وتخيف النائمين من خلال «الجثوم» على صدورهم، مما يؤدي إلى رؤية الكوابيس. كانت في بعض الأحيان تمتطي الماشية التي عندما تمسها مارا يتعقد شعرها أو فروها وتُستنزف طاقتها، كما وأيضًا تتجعد الأشجار وتذبل. في بعض الحكايات، لعبوا/لعبت دورًا مشابهًا لـ بانشي كفأل للموت، وإذا ترك أحدهم دمية قذرة في غرفة المعيشة العائلية، فإن أحد الأفراد سيمرض قريبًا ويموت بمرض السل (يُسمى أيضًا «السخام الرئوي»، في إشارة إلى كيف أدى عدم وجود مداخن مناسبة في المنازل القديمة في القرنين الثامن عشر والتاسع عشر إلى الإصابة بالعديد من الأمراض المذكورة أعلاه بسبب استنشاق الدخان بشكل يومي).
هناك جدل حول كيفية مجيئهم، وفي بعض الحكايات، فإن الماراس هم ببساطة أطفال لا يهدأون، تترك أرواحهم أجسادهم في الليل لتطارد الأحياء. وهناك اعتقاد شعبي يقول إذا مُررت مشيمة الحصان فوق رأس المرأة قبل الولادة، فسيولد الأطفال بأمان، لكن سيتحول كل الأولاد إلى ذئاب، أما الفتيات فسيصبحن ماراس.

### ناكن
نَاكِن أو نَكَّن أو سترومكارل هو موطن المخلوق الخطير للمياه العذبة. يعزف ناك على آلة الكمان لإغراء ضحاياه للخروج على الجليد الرقيق أو لركوب قوارب مثقوبة ومن ثم يسحبهم إلى قاع الماء حيث يكمن لهم. ناك هو أيضًا متحول الشكل معروف، وعادة ما يتحول إلى حصان أو رجل من أجل جذب ضحاياه إليه.

### نيسي - تومتي

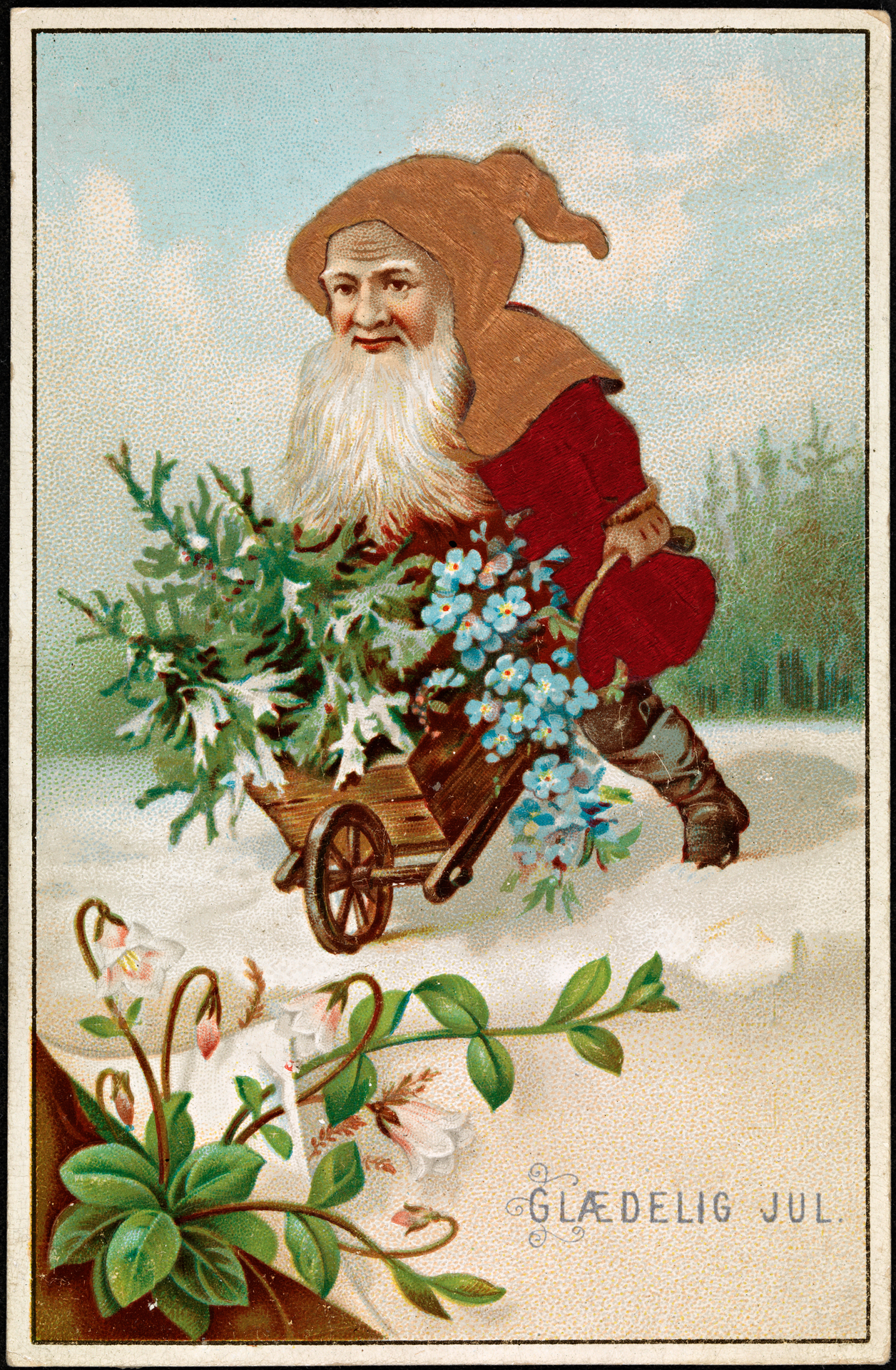
نيسي على بطاقة عيد الميلاد (1885)

نيسي أو تومتي هو روح منزلي مسؤول عن العناية والخصب في المزرعة. ويوصف نیسي بأنه رجل قصير (أقل من أربعة أقدام) يرتدي قبعة حمراء لها شرَّابة. يهتم نیسي في المزرعة بأعمال شاقة مثل تربية الخيول وحمل حزم القش وبقية المهمات التي تتطلبها المزرعة. وكان يؤدي تلك المهمات أفضل بكثير من نظرائه البشر. فإن لم يقدم المنزل ما يرضي نیسي (على شكل وعاء من الثريد والزبدة يترك له عشية عيد الميلاد) فإن الروح ينقلب على أسياده.

### فيترا
فيترا هو نوع من الوايت (مخلوق حي واعٍ) من شمال السويد يسمى فيترا يعيش تحت الأرض، وهو غير مرئي في معظم الأوقات وله ماشيته الخاصة. في معظم الأوقات، تكون فيترا بعيدة إلى حد ما ولا تتدخل في الشؤون الإنسانية، ولكنها تكون مخيفة عندما تغضب. يمكن تحقيق ذلك من خلال عدم احترامهم بالصورة الصحيحة، على سبيل المثال عن طريق إهمال أداء طقوس معينة (مثل قول «انتبه» عند وضع الماء الساخن أو الذهاب إلى المرحاض حتى يتمكنوا من الابتعاد عن الطريق) أو بناء منزلك أيضًا بالقرب من منزلهم أو حتى أسوأ من ذلك، مما يزعج مواشيهم أو يسد طرقهم. يمكنهم أن يجعلوا حياتك بائسة للغاية أو حتى خطيرة - يفعلون كل ما يلزم لإبعادك، حتى أنهم يرتبون الحوادث التي ستؤذيك أو حتى تقتلك. حتى في العصر الحديث، أعاد الناس بناء أو نقل منازلهم من أجل عدم سد «طريق فيترا»، أو الانتقال من المنازل التي تعتبر «مكان فيترا» (Vittra ställe) بسبب سوء الحظ - على الرغم من أن هذا غير شائع. يُعتقد أن فيترا تقوم أحيانًا «باستعارة» الماشية التي سيتم إعادتها لاحقًا إلى المالك مع القدرة على إعطاء المزيد من الحليب كدليل على الامتنان.

### آلف

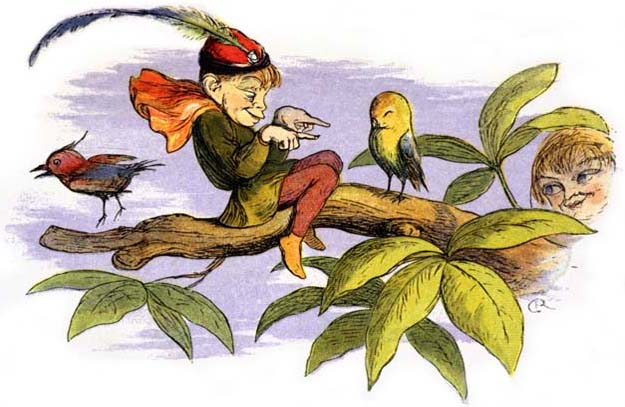
آلف في الفلكلور الأنكلوسكسوني

الآلف هو كائن من الميثولوجيا النوردية والجرمانية. صفات هذا النوع من الكائنات متعدّدة وغير ثابتة، حسب تطوّر الأساطير في الخيال الشعبي. في البداية كانت كائنات إلهية صغرى للطبيعة والخصوبة، لهم قوى سحرية يستعملونها في الخير أو في الشر.
شكل جنس الآلف في الخيال الشعبي المعاصر يعود الفضل فيه إلى النجاح الشعبي الباهر لروايات ج. ر. ر. تولكين حول الأرض الوسطى (أشهرها ثلاثية سيد الخواتم). استعمل تولكين لفظ الآلف لشخصيات شبه بشرية، جميلة المظهر، نبيلة وحكيمة. يصف تولكين الآلف كمخلوقات خالدة، تعيش غالبا في الغابات، لهم بعض القدرات السحرية، يتميزون عن البشر بآذانهم المدببة وأجسامهم الرشيقة. ترسّخت هذه الهيأة للآلف في أدب الفانتازيا المعاصر.

## روابط خارجية
- Norwegian folktales in English translation نسخة محفوظة 23 فبراير 2023 على موقع واي باك مشين.